# AXN White
AXN White é um canal de televisão por assinatura propriedade da Sony Pictures Entertainment, que foi lançado a 14 de abril de 2012, às 8h00, em Portugal, substituindo o canal Sony Entertainment Television, lançado em Portugal em 2008. Com o lema "AXN White, um AXN exatamente diferente", o AXN White pretende ser uma oferta complementar ao AXN Black, dedicando-se a conteúdos televisivos de entretenimento mais leve, assim como o Sony Entertainment Television fazia. O canal continua a dar preferência as séries de televisão e filmes norte-americanos.

## História
Desde o seu lançamento, foi disponibilizada uma versão em alta definição do canal, o AXN White HD, substituindo Sony Entertainment Television HD, onde este estava disponível.
Assim como o AXN Black, Portugal foi o primeiro país no mundo a receber este canal. 
O Canal da versão do AXN White, foi lançado na Alemanha no dia 1 de setembro de 2023, substituíndo a Sony Channel, depois de ter anunciado em Julho de 2023 como rebranding da Sony Channel e Sony AXN na Alemanha.

## Logos do AXN White

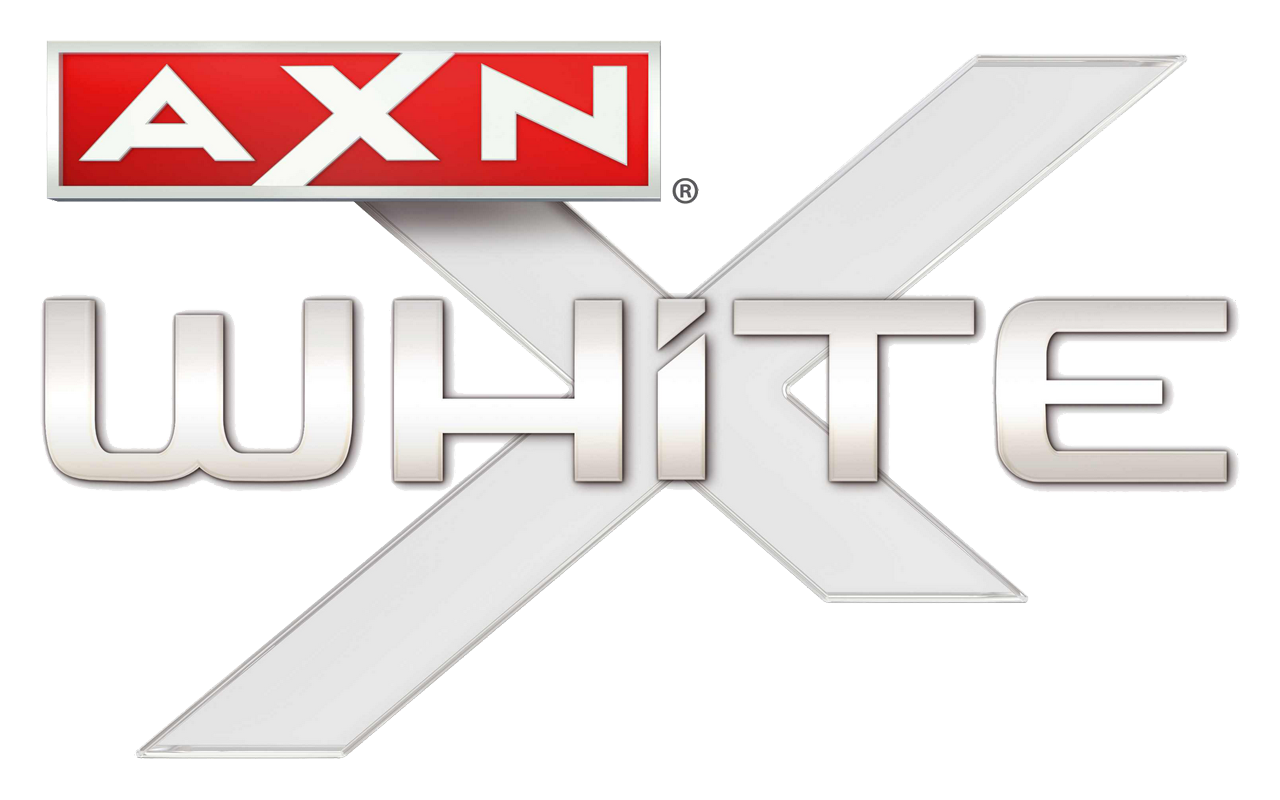
Logo do AXN White entre 14 de Abril de 2012 e 2015
Logo do AXN White desde 2015 em Portugal e desde 2023 na Alemanha.